# Pelagi I
Per el rei astur, vegeu Pelagi I (Astúries).
Pelagi I (Roma, ? - Roma, 4 de març de 561) fou escollit papa el 16 d'abril de 556. La seva elevació al pontificat es produí sota la influència de Justinià I sent ja la península Itàlica part de l'Imperi Romà d'Orient. Va romandre fidel als principis de l'ortodòxia catòlica. Va manar construir l'església dels Sants Apòstols a Roma.

## Biografia

### Període anterior al pontificat
Originari d'una família noble, el seu pare Giovanni sembla que hauria estat vicari d'un de les «diòcesis» civils, o districtes, en la qual havia estat dividida Itàlia.
Pelagi acompanyà el papa Agapit I a Constantinoble, i va ser designat per ell apocrisario de l'Església romana en aquesta ciutat.
Quan el papa Vigili, el seu predecessor, va anar a Constantinoble per ordre de l'emperador Justinià I, Pelagi va romandre a Roma com a representant del Papa. Durant aquest temps Totila, rei dels gots, va posar setge a la ciutat, i Pelagi va gastar la seva fortuna pel bé de la població afectada per la fam, tractant d'induir al rei per assegurar una treva. L'intent va fracassar diplomàticament, però quan, el 17 de desembre de 546 Totila va ser capaç d'entrar a la ciutat, Pelagi es va reunir amb ell a Sant Pere i el va convèncer per salvar la vida de la població, encara que la ciutat va ser saquejada sistemàticament.
Tornà a Constantinoble per concertar una pau entre Totila i Justinià I, tot i que en realitat es preocupà, sobretot, per pressionar el papa Virgili per la qual cosa salvaguardar l'ortodòxia de l'Església contra les posicions de l'emperador i el seu edicte que condemnava els "Tres Capítols", aprovat pel Consell de Constantinoble en 553. Per aquest motiu Justinià no va trigar molt en fer-lo detenir.
Mort el papa Vigili, Pelagi va ser posat en llibertat i va tornar a Roma, que ara es trobava en l'òrbita romana d'Orient. Si bé fins ara s'havia oposat als esforços de la Justinià per aconseguir un compromís entre les diverses faccions cristianes, posant-se del costat de la defensa dels "Tres Capítols", igual que la major part de l'Església d'Occident, tornat a Roma Pelagi adoptà la posició de l'emperador. Aquest canvi de postura radical li va valer el suport de Justinià per a l'elecció al papat, sent consagrat el 16 d'abril de 556. La reputació de l'Església al nord d'Itàlia, a la Gàl·lia i en altres llocs de l'Europa occidental patí per aquesta situació, i els successors de Pelagi en els següents 50 anys van haver de passar molt esforços per reparar el danys.

### El Pontificat
A la vista dels persistents rumors que el consideraven responsable, si no l'executor material, de la mort del Papa Vigili, es va veure obligat a jurar solemnement la seva innocència sobre la tomba del màrtir Pancraç, castigador dels perjurs, i després, després d'una solemne processó, a la basílica de Sant Pere.
A la Gàl·lia, els francs ara convertits, més que en altres llocs, la seva elecció es va trobar amb diverses resistències, motiu pel qual el mateix rei Khildebert I va demanar a Pelagi una professió de fe als principis de l'ortodòxia. La resposta va ser molt evasiva i no totalment sincera: tota la controvèrsia que va sorgir dels problemes típicament orientals que mai podrien afectar la unitat de l'Església, sense cap esment a les qüestions de fons de la fe; era, en efecte, difícil de condemnar encara que fos rebutjat, encara que poc, a partir dels principis establerts al Concili de Calcedònia. I que els francs no havien de torbar-se per discursos o escrits sospitosos diferents de les posicions de l'Església.
Era poc convincent fins i tot quan va tractar de defensar-se de les acusacions de traïció que algú com el bisbe d'Arle van llançar, proclamant el seu patiment extrem en què les decisions preses eren el resultat d'una profunda reflexió.
Però de res es pot culpar a Pelagi quan duia a terme el seu paper com a bisbe de Roma; de fet, ell va fer tot el possible per alleujar la pobresa i la misèria en la qual la gent s'havia caigut, fins i tot aquells que una vegada havien ser rics i nobles, i quan la ciutat, la víctima del saqueig i la fam, que estava viva. Roma necessitava de tot, i la Pragmàtica Sanció (Pragmatica sanctio pro petitione Vigilii) recentment promulgada per Justinià, li va donar al papa les funcions civils de director de finances i la justícia també secular que, en absència d'un poder central visible, li va permetre per limitar el patiment de la població. La previsió de Pelagi en aquest paper com a administrador laic, així com a guia espiritual, li van fer emprendre la construcció d'una nova església (el que seria els Santi Apostoli), i després d'una altra. Pot semblar una contradicció, en una ciutat on la població es trobava en un estat de pobresa extrema, però segons observa Gregorovius, «la construcció d'esglésies, que s'espera amb el major fervor, aviat es va convertir en l'única activitat pública de la ciutat i es va acollir especialment els sectors més pobres de la població que per tant tenien una ocupació i els salaris ... és que havia estat la capital del món es va convertir en la ciutat sagrada de la humanitat. Els sacerdots i els monjos estaven construint esglésies i convents dominant sense parar i per complet la vida pública.». D'altra banda, continua Gregorovius, «ara tot l'interès polític, l'energia vital que encara quedava pels romans es va tornar exclusivament al servei de l'Església.»
L'obra civil de Pelagi va alleujar en part les ombres en el seu pontificat, fill d'un compromís, i li va permetre mantenir-se al poder tot i la controvèrsia que encara no va calmar. Els seus intents de minimitzar la importància dels fets no van ser convincents, i es va produir un cisma amb els bisbats de Milà i Aquileia, els regents de les quals no creien que podrien acceptar les justificacions presentades pel papa i volien marcar la diferència amb la Seu de Roma .

### La mort
Pelagi va morir el 4 de març de 561, després de quatre anys, deu mesos i divuit dies del pontificat. Va ser enterrat a la basílica de Sant Pere del Vaticà. El seu epitafi el celebra com a rector apostolicae fidei", que en un terrible segle es va fer càrrec de l'Església, va tractar de prendre decisions clares dels Pares, i va resoldre molta pobresa social.